# Prester
Prester, Magdeburg-Prester – dzielnica miasta Magdeburg w Niemczech, w kraju związkowym Saksonia-Anhalt. 